# 聖隷福祉事業団
社会福祉法人聖隷福祉事業団（せいれいふくしじぎょうだん）は、病院、介護施設などを運営する社会福祉法人である。

## 沿革
結核を患った青年のために、長谷川保をはじめとする数人のキリスト教青年らが1930年5月、病室を建設したことが始まりである。以後、５月１日が創立記念日となっている。
1939年12月24日には資金難から事業継続を断念するが、翌日（12月25日）には昭和天皇からの下賜金5,000円を受け復活。以後事業を拡大し続け、現在に至る。

## 事業

### 事業内容
- 医療保健事業 - 総合病院・健康診断センター
- 福祉サービス事業 - 介護老人保健施設・介護老人福祉施設・軽費老人ホーム・身体障害者療護施設・救護施設・保育園・訪問介護ステーション・その他在宅サービス事業
- 高齢者公益事業 - 有料老人ホーム・ケア付高齢者住宅
- 収益事業 - 貸事務所

### 事業所
- 千葉県 - 佐倉市・松戸市・浦安市
- 東京都 - 八王子市
- 神奈川県 - 横浜市・横須賀市・三浦市
- 静岡県 - 浜松市・森町・磐田市
- 奈良県 - 北葛城郡
- 兵庫県 - 神戸市・宝塚市・淡路市
- 愛媛県 - 松山市
- 鹿児島県 - 奄美市・大島郡
- 沖縄県 - 中頭郡

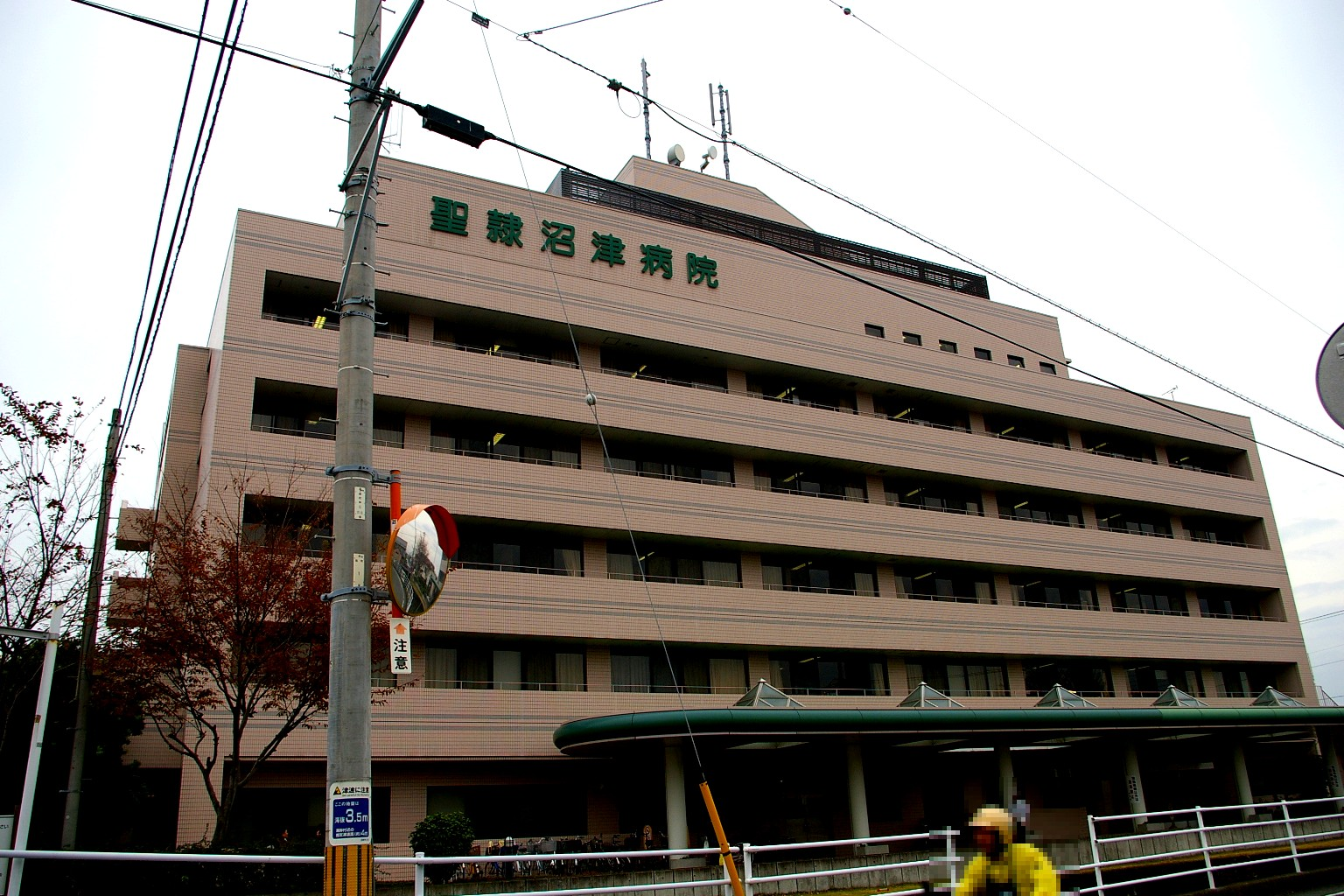
聖隷沼津病院

以上1都8県に、162の施設を設置している。(2021年3月現在)

## 主な施設・関連団体
関連施設・団体は多肢にわたる。詳細は 聖隷福祉事業団 のページを参照のこと。
主な直営施設
- 総合病院 聖隷三方原病院
- 総合病院 聖隷浜松病院
- 総合病院 聖隷横浜病院（国立横浜東病院を継承）
- 総合病院 聖隷佐倉市民病院（国立佐倉病院を継承）
- 総合病院 聖隷淡路病院（国立明石病院岩屋分院を継承）
- 浜松市リハビリテーション病院（指定管理者受託施設）
- 袋井市立聖隷袋井市民病院（指定管理者受託施設）

関連法人・関連施設
- 公益財団法人ニッセイ聖隷健康福祉財団
- 一般財団法人日本老人福祉財団
- 社会福祉法人十字の園
- 社会福祉法人小羊学園
- 社会福祉法人神戸聖隷福祉事業団
- 社会福祉法人牧ノ原やまばと学園
- 学校法人 聖隷学園
  - 聖隷クリストファー大学
  - 聖隷クリストファー中・高等学校
- 医療法人聖愛会
  - 松山ベテル病院
- 一般財団法人芙蓉協会
  - 聖隷沼津病院
- 一般財団法人恵愛会
  - 聖隷富士病院
- 社会福祉法人さくま
- 社会福祉法人松渓会
- 宗教法人日本キリスト教団 遠州栄光教会
- 浜松ディアコニッセ母の家

## その他
- イラク戦争取材中に受けた銃撃によって死亡したジャーナリスト、橋田信介、小川功太郎の遺志を継ぎ、橋田の妻 橋田幸子や静岡大学の学生ら支援者が、同戦争による負傷を原因とする白内障によって左目の視力を失っていたモハマド・ハイサム・サレハ（محمد هيثم صالح, Mohamad Haytham Saleh, 当時10歳, ファルージャ在住）とその父ハイサム・サレハ・モハマド・アル＝ドゥライミ（هيثم صالح محمد الدليمي, Haitham Saleh Mohamad Al Dulaimi, 当時33歳）を2004年6月4日、日本に招き、沼津市の聖隷沼津病院で手術を受けた。執刀医は杏林大学医学部教授の樋田哲夫。
- 聖隷浜松病院は、整形外科が中心となってサッカーJリーグジュビロ磐田の医療サポートを担当している。
- 昭和40年代、浜名湖岸に聖隷静岡医科大学を設立する構想があったが、浜松医科大学の誘致が決まったため中止された。しかし、聖隷クリストファー大学に医学部をつくろうと計画していることを2007年に発表。但し、運営母体は学校法人聖隷学園であり、関連法人ではあるが、聖隷福祉事業団とは別組織であり、運営も異なる

## 歴代理事長
| 代                    | 氏名                | 就任日              | 退任日              |
| 聖隷保養農園 理事長   | 聖隷保養農園 理事長 | 聖隷保養農園 理事長 | 聖隷保養農園 理事長 |
| --------------------- | ------------------- | ------------------- | ------------------- |
| 1                     | 渡邊兼四郎          | 1942年              | 1952年              |
| 聖隷保養園 理事長     |                     |                     |                     |
| 1                     | 長谷川保            | 1952年              | 1973年              |
| 聖隷福祉事業団 理事長 |                     |                     |                     |
| 1                     | 長谷川保            | 1973年              | 1980年              |
| 2                     | 長谷川力            | 1980年              | 2000年              |
| 3                     | 山本敏博            | 2000年              | 2021年              |
| 4                     | 青木善治            | 2021年              |                     |